# Quetzalia contracta
Quetzalia contracta là một loài thực vật có hoa trong họ Dây gối. Loài này được (Lundell) Lundell miêu tả khoa học đầu tiên năm 1970.